# Наївний цинізм
Наївний цинізм — це когнітивне упередження, яке формується коли люди очікують в інших більшого упередження егоцентризму ніж це є насправді. Термін був запропонований Джастіном Крюгером та Томасом Гіловічем.

## Опис
У серії експериментів, групи, які включали подружжя, пари гравців відеоігор, гравців у дартс та пари опонентів, питали, як часто вони були відповідальні за хороші чи погані події у порівнянні з їх партнером. Учасники рівномірно розподілили хороші та погані події між собою і партнером, але очікували, що їх партнер припише собі більше відповідальності за хороші події і менше — за погані (продемонструє упередження егоцентризму), ніж це було насправді.
Крім прояву в цих умовах, наївний цинізм може відігравати значну роль у непсихологічних сферах, наприклад, державній політиці. Так, було висунуто гіпотезу, що наївний цинізм сприяє недовірі до інших політичних поглядів, партій, організацій. Наприклад, наївний цинізм може бути фактором, що посприяв існуванню в'язниці Абу-Грейб, табору Гуантанамо, Баграмської авіабази та інших центрів утримання. Також, наївний цинізм міг бути фактором впливу до недовіри США до роззброєння СРСР під час Холодної війни.
Наївний цинізм також може бути тісно пов'язаним з фундаментальною помилкою атрибуції, тенденцією переоцінювати вплив схильностей або особистості та недооцінювати вплив ситуації у поясненні соціальної поведінки.
Наївний цинізм може доповнювати такі когнітивні упередження як наївний реалізм та сліпа пляма упереджень.